# Chelsea Johnson
Chelsea Johnson (ur. 20 grudnia 1983 w Atascadero w stanie Kalifornia) – amerykańska lekkoatletka, tyczkarka, wicemistrzyni świata.

## Kariera
Wykształcona na University of California, Los Angeles i skacząca tamże w ramach rozgrywek uniwersyteckich. Jej największym sukcesem jest srebrny medal mistrzostw świata w Berlinie (wspólnie z Moniką Pyrek). Jej ojciec – Jan to brązowy medalista igrzysk olimpijskich (skok o tyczce, Monachium 1972).
W 2004 zajęła 4. miejsce w amerykańskich kwalifikacjach do igrzysk olimpijskich w Atenach – co nie dało jej prawa do występu na tej imprezie (awansują sportowcy z pierwszych trzech miejsc), została także mistrzynią NCAA (dwa lata później ponownie sięgnęła po to trofeum, tym razem podczas imprezy halowej). W 2008 sięgnęła po brązowy medal halowych mistrzostw kraju, a także ponownie nie zakwalifikowała się na igrzyska olimpijskie (7. lokata w krajowych eliminacjach).
Srebrna medalistka mistrzostw Stanów Zjednoczonych (2009).
W 2011 ogłosiła zakończenie kariery sportowej.

## Progresja wyników
| Rok          | 2003 | 2004 | 2005 | 2006 | 2007 | 2008 | 2009 | 2010  | 2011 |
| Wysokość (m) | 4,25 | 4,57 | 4,30 | 4,60 | 4,57 | 4,73 | 4,65 | 4,62i | 4,10 |

## Osiągnięcia
- srebrny medal mistrzostw świata (Berlin 2009)

## Rekordy życiowe
- skok o tyczce – 4,73 (2008)
- skok o tyczce (hala) – 4,62 (2010)